# Lindforska huset
Lindforska huset är ett borgarhus i Lund från omkring 1750.
Lindforska huset ligger på ursprunglig plats vid Adelgatan och ingår i friluftsmuseet Kulturen. Det är ett korsvirkeshus av timrad ek, men har sedan 1800-talet en helt putsad fasad mot Adelgatan. Huset byggdes troligen som ny huvudbyggnad på teologiprofessorn Henrik Benzelius gård. Huset har mot gården, där ingången ligger, en bred frontespis, som tillkom i början av 1800-talet.
Lunds universitets fäktmästare Per Henrik Ling ägde och bodde i huset mellan 1807 och 1818. Historieprofessorn Anders Otto Lindfors var därefter ägare och bodde där till sin död 1841. Därefter bodde hans änka kvar i ena hälften av huset, medan den andra hyrdes ut. Familjen sålde inte huset förrän 1882. Huset köptes av Kulturen 1898. Det har renoverats vid flera tillfällen. Efter en renovering 1973 användes den västra delen som utställningslokal för Kilian Stobæus naturaliesamlingar, medan den östra delen användes för tillfälliga utställningar. Vid den senaste renoveringen 1997 återfick bottenvåningen sin rumsindelning från 1800-talet. Exteriören har återfått sitt utseende från 1900-talets början.
Bottenvåningen används sedan 1997 som utställningslokaler för Universitetsmuseet i Lund, medan ovanvåningen används som kontor.